# Шухтовка

Шухтовка — река в Вологодской области России, левый приток Андоги.
Начинается на территории Абакановского сельского поселения Череповецкого района, описывает плавный полукруг: вначале течёт на север, потом на запад и юг, впадает в Андогу в 26 км от её устья выше деревни Фанерный Завод Бойловского сельского поселения Кадуйского района. Длина реки составляет 46 км. Основные правые притоки: Сорка (с притоком Чащинский ручей), ручьи Князевский, Толстораменский, Ежовский, Мостовик, Ольховик (с притоком Нервнич); левые — Сегубой, Карголец.
В верхнем течении Шухтовка обходит населённые пункты, в нижнем на берегах расположены деревни Ивачево, Нижний Починок, Мыза, Жуков Починок, Большая Горка, Малая Горка.

## Данные водного реестра
По данным государственного водного реестра России относится к Верхневолжскому бассейновому округу, водохозяйственный участок реки — Суда от истока и до устья, речной подбассейн реки — Реки бассейна Рыбинского водохранилища. Речной бассейн реки — (Верхняя) Волга до Куйбышевского водохранилища (без бассейна Оки).
По данным геоинформационной системы водохозяйственного районирования территории РФ, подготовленной Федеральным агентством водных ресурсов:
- Код водного объекта в государственном водном реестре — 08010200212110000008095
- Код по гидрологической изученности (ГИ) — 110000809
- Код бассейна — 08.01.02.002
- Номер тома по ГИ — 10
- Выпуск по ГИ — 0